# Ашмјански рејон
Ашмјански рејон (блр. Ашмянскі раён; рус. Ошмянский район) административна је јединица другог нивоа у североисточном делу Гродњенске области у Републици Белорусији. 
Административни центар рејона је град Ашмјани.

## Географија
Ашмјански рејон обухвата територију површине 1.215,92 км² и на 13. је месту по површини међу рејонима Гродњенске области. Налази се у североисточном делу области на подручју благо заталасаног Ашмјанског побрђа, максималних висина до 311 метара надморске висине. На западу се граничи са Литванијом, на северу је Астравечки рејон, на истоку и југу су Смаргоњски и Ивјевски рејон, док је на југоистоку Валожински рејон Минске области. 
Најважнији водоток који тече преко територије рејона је река Ашмјанка.
Клима је умереноконтинентална са јануарским просеком температура од -6,6°Ц, и јулским од 17,1°Ц. Годишњи просек падавина је око 605 мм, а вегетациони период траје 190 дана. 
Под шумама је око 34% територије, док оранице заузимају око 53%. 

## Историја
Рејон је успостављен 15. јануара 1940. године. Првобитно је био део Вилејске и Маладзеченске области, а од 20. новембра 1960. део је садашње Гродњенске области. 

## Демографија
Према резултатима пописа из 2009. на том подручју стално је било насељено 32.411 становника или у просеку 26,66 ст/км².
| 1959.  | 1970.  | 1979.  | 1989.  | 1999.  | 2009.  |
| ------ | ------ | ------ | ------ | ------ | ------ |
| 44.451 | 43.387 | 42.313 | 38.247 | 37.331 | 32.411 |

Основу популације рејона чине Белоруси (89,69%), Пољаци (5,89%), Руси (3,0%) и остали (1,42%).
Административно, рејон је подељен на подручје града Ашмјана који је административни центар рејона и на 10 сеоских општина. На територији рејона постоје укупно 364 насељена места.

## Саобраћај
Саобраћајну инфраструктуру рејона чине железничка линија Минск—Вилњус, те магистрални друмски правци Минск—Вилњус, Астравец—Гродно и Барисав-Ашмјани.